# Hovhannes Bedros XVIII. Kasparian
Hovhannes Bedros XVIII. Kasparian, auch Johannes Petrus XVIII. Kasparian (armenisch: Յովաննէս Պետրոս ԺԸ. Գասպարեան; * 20. Januar 1927 in Kairo; † 16. Januar 2011 in Beirut), war von 1982 bis 1998 der achtzehnte armenisch-katholische Patriarch von Kilikien und Armenien.

## Leben
Nach seiner Ausbildung am armenisch-katholischen Patriarchalen Institut in Bzommar (ICPB) empfing Jean Kasparian am 13. April 1952 die Priesterweihe. 1972 erfolgte seine Ernennung zum Bischof der Erzeparchie Bagdad der Armenisch-Katholischen Kirche durch Papst Paul VI. Die Bischofsweihe spendete ihm im Februar 1973 der Patriarchen von Kilikien Iknadios Bedros XVI. Batanian; Mitkonsekratoren waren Georges Layek, Erzbischof der Erzeparchie Aleppo, und Raphaël Bayan, Bischof der Eparchie Iskanderiya. Kasparian übte dieses Amt bis 1982 aus, als er neuer Patriarch von Kilikien wurde und damit bis 1998 der armenisch-katholischen Kirche vorstand.
Papst Johannes Paul II. ernannte ihn 1991 zum Mitglied des Päpstlichen Rates für die Interpretation von Gesetzestexten.
Kasparian starb am 16. Januar 2011 im Alter von 83 Jahren in einem Beiruter Krankenhaus. Kasparian, der an Parkinson sowie an Alzheimer litt, war mehrere Tage vor seinem Tod dorthin eingeliefert worden. Seine Beisetzung erfolgte im armenisch-katholischen Kloster Bzommar in der Nähe von Beirut.